# Noordvleugelprovincie
Noordvleugelprovincie was in Nederland de werknaam van een voorgestelde fusieprovincie bestaande uit de Nederlandse provincies Noord-Holland, Utrecht en Flevoland, gebaseerd op het regeerakkoord van 2012 van het kabinet-Rutte II. Het zou de grootste bestuurlijke herindeling moeten worden sinds de negentiende eeuw en op provinciaal niveau tot vijf 'landsdelen' moeten voeren, ter vervanging van de huidige twaalf provincies. De Noordvleugelprovincie, waarin naast tientallen kleine steden ook de Metropoolregio Amsterdam, de Stadsregio Amsterdam en Bestuur Regio Utrecht zouden komen te liggen, was het eerste landsdeel dat volgens de plannen van het kabinet gevormd moest worden. In het regeerakkoord werd ingezet op een fusie in 2014. 

## Geschiedenis
Minister Ronald Plasterk was de bewindspersoon die als minister van Binnenlandse Zaken de fusieplannen in zijn portefeuille had en de onderhandelingen met de provincies voerde. Na initiële weerstand werd de fusiedatum verplaatst naar 2015 en na onderhandelingen tussen de regering en de betreffende provincies verplaatste het kabinet de geplande fusie naar 2016. Bij presentatie van het plan door Plasterk in 2014, was ook het aantal uiteindelijk te vormen landsdelen bijgesteld naar zeven. Hij wilde de provincies Friesland, Noord-Brabant en Limburg ongemoeid laten wegens hun sterke identiteit. In juni 2014 werd het plan voor de superprovincie ingetrokken vanwege gebrek aan politiek draagvlak.
De reacties vanuit de provinciebesturen varieerden. Aanvankelijk was er met name vanuit Utrecht en Flevoland veel kritiek, eind augustus 2013 liet ook het provinciebestuur van Noord-Holland weten afwijzend te staan tegenover de fusie. Tot en met 16 oktober 2013 konden er zienswijzen over het herindelingsontwerp worden ingediend. Deze werden verwerkt in een aangepast concept-wetsvoorstel. Op 17 december 2013 werd in de Eerste Kamer echter een motie aangenomen waarin werd opgeroepen tot opschorting van het wetgevingsproces rond de fusie. Op 22 april 2014 verklaarden de Commissarissen van de Koning van de drie betrokken provincies gezamenlijk niet mee te zullen werken aan de fusieplannen. Hoewel minister Plasterk daarna optimistisch bleef, concludeerde hij op 20 juni 2014 na overleg met D66 en GroenLinks dat het plan politiek niet haalbaar was. Daarop zag hij af van verdere pogingen er vorm aan te geven.
De term 'Noordvleugel' werd eerder gebruikt om het noordoostelijke deel van de Randstad aan te duiden. In strikte zin beslaat de  Noordvleugelprovincie dan de provincies Noord-Holland en Utrecht, maar afhankelijk van de definitie ook de provincie Flevoland. De Metropoolregio Amsterdam  en Utrecht zijn de grote stedelijke agglomeraties in het gebied, en de luchthaven Schiphol vormt ook een zwaartepunt. De Zuidvleugel is de tegenhanger in de zuidelijke Randstad.